# GSC4283-1117
GSC4283-1117 — хімічно пекулярна зоря спектрального класу B9, що має видиму зоряну величину в смузі V приблизно  9,5.

## Пекулярний хімічний склад
Зоряна атмосфера GSC4283-1117 має підвищений вміст 
Si
.